# Redis
Redis ist eine In-Memory-Datenbank mit einer einfachen Schlüssel-Werte-Datenstruktur (englisch key value store) und gehört zur Familie der NoSQL-Datenbanken (ist also nicht relational). Redis ist laut einer Erhebung von DB-Engines.com der verbreitetste Schlüssel-Werte-Speicher.
Die einfache Struktur der Datenbank eignet sich weniger für komplexe Datenstrukturen, die überwiegend in der Datenbank selbst abgebildet werden sollen. Dafür ist der große Vorteil von Redis, dass es schneller ist als relationale Datenbanken wie z. B. MySQL.
Ab Version 2.6 werden Lua-Skripte unterstützt. Ab Version 3.0 ist es möglich, Redis verteilt in Rechnerverbünden zu nutzen. Die Version 3.2 führt eine GEO-API ein.
Redis bietet Persistenz durch automatisiertes, regelmäßiges Abspeichern oder per Protokolldatei, wodurch bei entsprechender Konfiguration auch eine ACID-konforme Dauerhaftigkeit erreichbar ist.
Die Softwareveröffentlichungen bis 2024 standen unter der 3-Klausel-BSD-Lizenz. Am 20. März 2024 kündigte der Hersteller von Redis an, ab Version 7.4 ein duales Lizenzmodell mit der Redis Source Available License und Server Side Public License einzuführen. Die Server Side Public License wird von der Open Source Initiative nicht als Open-Source-Lizenz anerkannt. Eine Woche nach Ankündigung des Lizenzwechsels initiierte die Linux Foundation einen Fork mit dem Namen Valkey mit dem Ziel, das Projekt unter der bisherigen 3-Klausel-BSD-Lizenz fortzuführen.

## Name
Der Name Redis entstand als Abkürzung für englisch remote dictionary server.